# Isidoro de Astorga
Isidoro (m. 680) fue un eclesiástico hispano contemporáneo de los reyes Recesvinto y Wamba, obispo de Astorga entre los años 670 y 680. 
Consta su asistencia al III concilio de Braga celebrado el año 675, en el que también se hallaron presentes el metropolitano bracarense Leodegisio y los obispos Genitivo de Tuy, Froarico de Oporto, Bela de Britonia, Hilario de Orense, Rectógenes de Lugo e Ildulfo de Iria.
Valerio del Bierzo, a quien Isidoro pretendió sacar de su retiro en el monasterio de San Pedro de Montes en el 680 para llevarle al XII Concilio de Toledo convocado para el año siguiente, lo mencionó como "varón pestilentísimo", añadiendo que "se abrió la tierra y tragó al obispo, que bajó a los infiernos"; se desconoce el motivo de esta inquina: algunos autores conjeturan que Isidoro pudo haber seguido algún tipo de herejía o que esta cláusula pudiera haber sido añadida a los escritos de Valerio por algún enemigo del obispo.

| Predecesor: Elpidio | Obispo de Astorga 670 – 680 | Sucesor: Aurelio |